# ریوکان ۶۰۳۱
سیارک ۶۰۳۱ (به انگلیسی: 6031 Ryokan، نامگذاری:1982BQ4) شش هزار و سی و یکمین سیارک کشف شده‌است که در ۲۶ ژانویه ۱۹۸۲ کشف شد.
قدر مطلق سیارک برابر ۱۱٫۶۰ است.